# Amt Fehrbellin
Das Amt Fehrbellin, im 16. Jahrhundert noch Amt Bellin, war ein kurfürstlich-brandenburgisches Amt um die Stadt Fehrbellin (Landkreis Ostprignitz-Ruppin, Brandenburg) herum. Es gehörte ursprünglich zum Hochstift Havelberg, das ab 1553 zunächst durch das Kurfürstentum Brandenburg administriert wurde, ab 1571 auch formal mit dem Kurfürstentum Brandenburg vereinigt wurde. Das Amt Fehrbellin wurde 1872 mit der Kreisreform in Preußen aufgelöst.

## Geographische Lage
Das Amt Fehrbellin umfasst nur einen kleinen Teil der heutigen (Groß-)Gemeinde Fehrbellin, die aus dem von 1992 bis 2003 existierenden brandenburgischen Amt Fehrbellin hervorgegangen war. Fehrbellin liegt rd. 60 km nordwestlich von Berlin.

## Geschichte
1294 überließen die Markgrafen Otto, Conrad, Heinrich, Johann und Otto der Jüngere das Ländchen Bellin für 2000 Mark Silber dem Bischof von Havelberg. Davon wurden 800 Mark Silber vom Bistum zur Begleichung von Schulden der Markgrafen an das Bistum Havelberg gleich einbehalten. Kirchenrechtlich gehörte das Ländchen Bellin gar nicht zum Bistum Havelberg, sondern zum Bistum Brandenburg. Erst 1337 verkaufte das Bistum Brandenburg den Bischofszehnten (⅔ des Gesamtzehnten) um 100 Mark Silber an das Bistum Havelberg. Damit gehörte das Ländchen Bellin nun de facto auch zum Bistum Havelberg.
Im ausgehenden Mittelalter gliederte sich das Hochstift Havelberg verwaltungstechnisch in vier Ämter: Amt Wittstock, Amt Plattenburg, Amt Schönhausen und das Amt Bellin (früher Ländchen Bellin genannt). 1553 kam das Hochstift Havelberg (und damit auch das Amt Bellin) in kurfürstlich-brandenburgische Verwaltung, blieb aber zunächst noch als Verwaltungseinheit bestehen. 1571 vereinigte Markgraf Joachim Friedrich das Hochstift mit dem Kurfürstentum, die Ämter des Hochstiftes wurden dem kurfürstlichen Domanialbesitz zugeschlagen. Um 1600 setzte sich die Bezeichnung Fehrbellin für den Ort Bellin durch, auch das Amt wurde nun Amt Fehrbellin genannt.

### Zugehörige Gemeinden
Die Besitzverhältnisse in den brandenburgischen Dörfern des ausgehenden Mittelalters und der frühen Neuzeit waren oft sehr zersplittert und dadurch recht kompliziert. In allen Dörfern des Amtes hatte der Kurfürst das Ober- und Untergericht. Die Abgaben eines Teils der Bauern gingen aber oft noch an andere Nutznießer. Nach dem Ortschaftsverzeichnis von 1817 gehörten zum Amt Fehrbellin:
- Betzin. Die meisten Bauern mussten ihre Abgaben und Dienste zum Amt Fehrbellin leisten. Daneben hatte Rittmeister von der Hagen auf Karwesee einen Hof mit 4 Hufen in Betzin
- Brunne. Neben dem Amt Fehrbellin hatten auch Rittmeister v. Zieten und der Landrath v. Zieten noch Teilbesitz.
- Dechtow. Weitere Besitzanteile gehörten dem Amt Vehlefanz und dem General-Lieutenant v. Zieten
- Fehrbellin. In der Stadt gehört ein Vorwerk zum Amt, indem auch der Amtssitz war.
- Feldberge. Teilbesitz gehörte auch dem Rittmeister von der Hagen in Karwesee, und dem Rittmeister v. Zieten
- Hakenberg. Hier hatte neben dem Amt auch der Landrat v. Plessen und der Staatsrat Wilckens Besitz
- Karwesee. Besitztitel hatten hier auch der Dom in Berlin und der Rittmeister von der Hagen
- Lentzke. Hier waren ein Gut im Besitz der Generalin v. Byern und ein weiteres Gut gehörte den v. Lenzke Erben.
- Lentzker Mühle, ein Vorwerk und Wassermühle war im Vollbesitz des Amtes.
- Linum war im Vollbesitz des Amtes.
- Tarmow. Ein Gut im Dorf gehörte dem General-Lieutenant v. Zieten

1872 wurde das Amt Fehrbellin aufgelöst.

## Amtleute
- um 1620 Christian von Bellin, Hauptmann
- 1765 Clare, Amtmann[3]
- 1775 Johann Ludwig Fromm, Beamter[4]
- 1799 Fromme, Oberamtmann[5]
- 1800–1804 Hanisch, Oberamtmann[6][7]
- 1818–1858 Jacobs, Beamter[8][9]
- 1859–72 Keppler, Oberamtmann[10][11]

## Belege

## Anmerkung
1. ↑  Die Besitzverhältnisse sind bisher nicht im Einzelnen geklärt. Auch im Historischen Ortslexikon ist die Geschichte der einzelnen Besitzanteile nicht weiter aufgeführt bzw. weiter aufgeschlüsselt.

Koordinaten: 52° 49′ N, 12° 46′ O